# 博尤伊韋
博尤伊韋是玻利維亞的城鎮，由聖克魯斯省負責管轄，位於該國南部，距離首府聖克魯斯349公里，海拔高度811米，每年平均降雨量約900毫米，2010年人口3,289。
20°25′S 63°17′W / 20.417°S 63.283°W